# Peter Collins (pilot F1)
Peter John Collins (6. listopadu 1931 – 3. srpna 1958) byl britský automobilový závodník. Za svou kariéru vyhrál celkem 3 závody Formule 1. Zahynul ve 26 letech během nehody při Grand Prix Německa 1958.

## Kariéra

### Formule 1
| rok  | Tým/Stáj                                           | Umístění     | Body |
| ---- | -------------------------------------------------- | ------------ | ---- |
| 1952 | HW Motors                                          | neumístil se | 0    |
| 1953 | HW Motors                                          | neumístil se | 0    |
| 1954 | Vandervell Products                                | neumístil se | 0    |
| 1955 | Owen Racing Organisation Officine Alfieri Maserati | neumístil se | 0    |
| 1956 | Scuderia Ferrari                                   | 3. místo     | 25   |
| 1957 | Scuderia Ferrari                                   | 9. místo     | 8    |
| 1958 | Scuderia Ferrari                                   | 5. místo     | 14   |

### Stupně vítězů (formule 1)
- Grand Prix Belgie 1956 (.1 místo)
- Grand Prix Francie 1956 (1. místo)
- Grand Prix Velké Británie 1958 (1. místo)

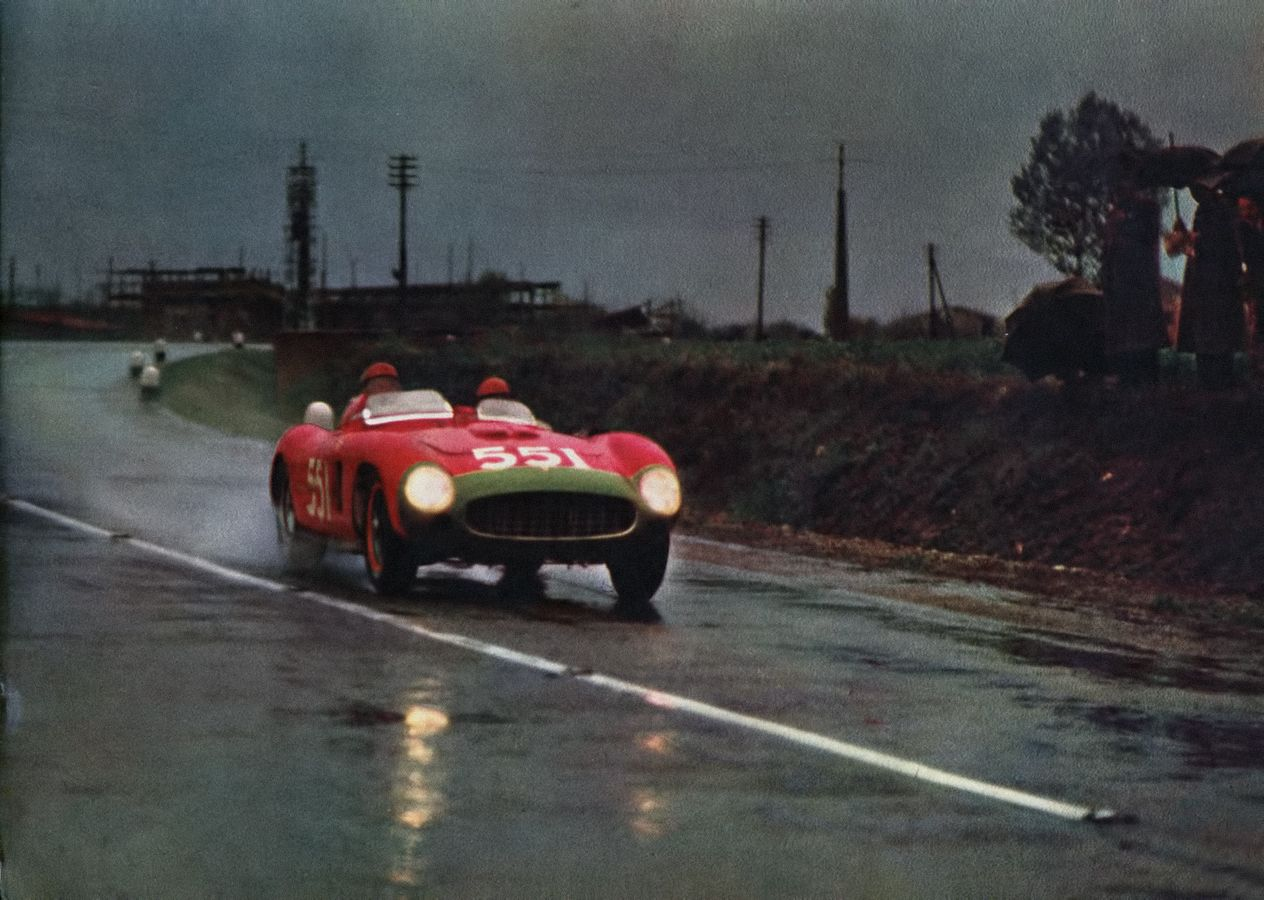
Peter Collins řídí Ferrari 860 (Mille Miglia 1956)

- Grand Prix Francie 1957 (3. místo)
- Grand Prix Německa 1957 (3. místo)
- Grand Prix Monaka 1958 (3. místo)
- Grand Prix Monaka 1956 (2. místo)
- Grand Prix Itálie 1956 (2. místo)
- Grand Prix Velké Británie 1956 (2. místo)

### 24 hodin Le Mans
| Rok  | Tým               | Spolujezdec   | Vůz               | Kategorie | Kola | Umístění   | Umístění v kategorii |
| ---- | ----------------- | ------------- | ----------------- | --------- | ---- | ---------- | -------------------- |
| 1952 | Aston Martin Ltd. | Lance Macklin | Aston Martin DB3  | S3.0      |      | nedokončil | nedokončil           |
| 1953 | Aston Martin Ltd. | Reg Parnell   | Aston Martin DB3S | S3.0      | 16   | nedokončil | nedokončil           |
| 1954 | David Brown       | "Bira"        | Aston Martin DB3S | S3.0      | 137  | nedokončil | nedokončil           |
| 1955 | Aston Martin Ltd. | Paul Frère    | Aston Martin DB3S | S3.0      | 302  | 2.místo    | 1.místo              |
| 1956 | David Brown       | Stirling Moss | Aston Martin DB3S | S3.0      | 299  | 2.místo    | 1.místo              |
| 1957 | Scuderia Ferrari  | Phil Hill     | Ferrari 335 S     | S3.0      | 2    | nedokončil | nedokončil           |
| 1958 | Scuderia Ferrari  | Mike Hawthorn | Ferrari 250 TR 58 | S3.0      | 112  | nedokončil | nedokončil           |

## Smrt
Během Velké ceny Německa v roce 1958 na Nürburgringu, při pronásledování Vanwallu Tonyho Brookse, měl Collins smrtelnou nehodu. Poté, co se snažil udržet tempo, vjel do části okruhu Pflanzgarten příliš rychle, což způsobilo, že se jeho Ferrari rozjelo a narazilo do příkopu. Collins ztratil kontrolu nad svým vozem, jeho vůz vyletěl do vzduchu, převrátil se a přistál podvozkem vzhůru. Collins byl vyhozen z vozu a narazil do stromu, přičemž utrpěl závažná poranění hlavy. Navzdory lékařské pomoci Collins zemřel téhož odpoledne v nemocnici v Bonnu. Jeho smrt byla téměř identická s osudem, který utrpěl jeho týmový kolega z Ferrari Luigi Musso. Týmového kolegu Mikea Hawthorna Collinsova smrt natolik zasáhla, že okamžitě po vítězství v mistrovství světa jezdců v roce 1958 ukončil svou závodní kariéru.